# Média Atropaténé

A Kaukázus 50-ben

Atropaténé vagy Média Atropaténé a mai Azerbajdzsán, Kelet-Grúzia és Kelet-Örményország területén fennálló ókori államalakulat a hellenisztikus korban. III. Alexandrosz makedón király i. e. 328-ban az elfoglalt Perzsia tartományait makedón és perzsa főemberek kormányzására bízta. A Perzsa Birodalom Mada nevű tartományát, a korábbi Médiát egy Atropatész nevű perzsa tábornok kapta.
A diadókhosz-államok egymás közti viszályát kihasználva Atropatész függetlenítette magát Alexandrosz halála után és független dinasztiát alapított. Atropaténé az i. e. 2. századig önálló királyságként létezett, majd a parthus I. Mithridatész megszüntette önállóságát. A vazallus királyság a 3. századig állt fenn. Ebben az időszakban gyakran cserélt gazdát, Armenia Magna, a Római Császárság, a Pártus Birodalom és a Szászánida Birodalom is birtokolta. Ez utóbbi szüntette meg teljesen.

## Atropaténé uralkodói
1. Artabazanész, i. e. 221/220
2. Mithridatész, i. e. 67–66, II. Tigranész unokaöccse
3. I. Arisztobanész, i. e. 65–56
4. Dareiosz, i. e. 65
5. I. Artavaszdész, i. e. 56–31, I. Antiokhosz kommagénéi király unokaöccse
6. II. Arisztobanész, i. e. 28–8
7. III. Artavaszdész, i. e. 20–4, Armeniában IV. Artavaszdész néven